# Diocese de São Mateus
A Diocese de São Mateus (Dioecesis Sancti Matthaei) é uma divisão territorial da Igreja Católica no estado do Espírito Santo. Foi criada em 16 de fevereiro de 1958, pelo Papa Pio XII, sendo seu primeiro bispo Dom José Maria Dalvit.
Ocupa uma área de 15.495 km². Possui 30 paróquias, abrangendo 19 municípios: Água Doce do Norte, Águia Branca, Alto Rio Novo, Barra de São Francisco, Boa Esperança, Conceição da Barra,  Ecoporanga, Jaguaré, Mantenópolis, Montanha, Mucurici, Ponto Belo, Nova Venécia, Vila Pavão, Pedro Canário, Pinheiros, São Gabriel da Palha, Vila Valério e São Mateus.

## História
A diocese foi criada em 16 de fevereiro de 1958 pela bula "Cum Territorium", do Papa Pio XII, com território desmembrado integralmente da então Diocese do Espírito Santo, hoje Arquidiocese de Vitória. Foi instalada no dia 20 de setembro de 1959.

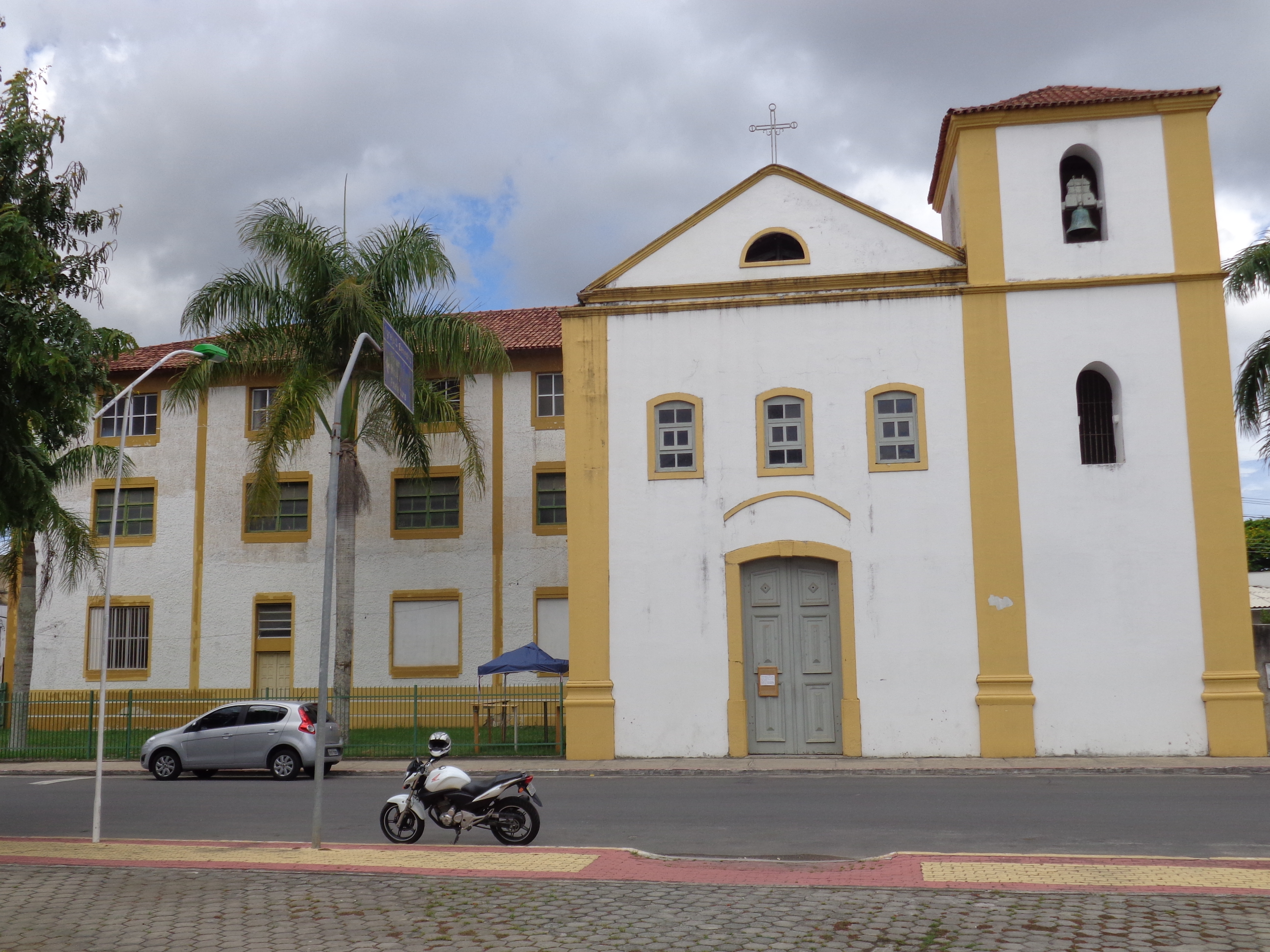
Igreja de São Benedito em São Mateus

O primeiro bispo diocesano, Dom José Dalvit, tomou posse no dia 20 de setembro de 1959. Trazia consigo a experiência pessoal de pároco no mesmo território da diocese e a experiência de sua congregação religiosa, a dos Missionários Combonianos.
A prática pastoral era fundamentalmente a mesma em uso na Europa, com adaptações às realidades locais. Dos primeiros ensaios de atendimento ao povo, nasceram algumas características da Igreja de São Mateus.
Por motivos de saúde, Dom José renunciou ao cargo em 20 de junho de 1970, sendo nomeado em seu lugar, pelo papa Paulo VI, Dom Aldo Gerna, até então secretário do bispo.
Em 2007, foi nomeado no lugar de Dom Aldo, pelo papa Bento XVI, Dom Zanoni Demettino Castro.
Em 2014 Dom Zanoni é nomeado arcebispo coadjutor de Feira de Santana, sendo nomeado pelo papa Francisco em seu lugar Dom Paulo Bosi Dal’Bó.

## Bispos
|    | Nome                        | Período      | Notas                                           |
| -- | --------------------------- | ------------ | ----------------------------------------------- |
| 4° | Paulo Bosi Dal’Bó           | 2015 - Atual |                                                 |
| 3° | Zanoni Demettino Castro     | 2007 - 2014  | Nomeado arcebispo coadjutor de Feira de Santana |
| 2° | Aldo Gerna, M.C.C.J.        | 1971 - 2007  | Renunciou                                       |
| 1° | José Maria Dalvit, M.C.C.J. | 1959 - 1970  | Renunciou                                       |